# Armstrong Siddeley ASX
L’ASX était un turboréacteur à flux axial construit par la société britannique Armstrong Siddeley, qui fut mis en route pour la première fois en avril 1943. Très peu d'informations sont disponibles au sujet de ce moteur, et il semblerait qu'il ne soit jamais entré en production. Un dérivé turbopropulseur, désigné ASP fut produit et eut plus de succès, et fut utilisé sur le Westland Wyvern en tant qu'Armstrong Siddeley Python.

## Conception et développement
L'ASX était d'une conception très particulière, l'entrée de son compresseur à 14 étages étant en fait placée au milieu du moteur, l'air étant alors compressé en repartant vers l'avant. Il était ensuite dirigé vers 11 tubes à flamme (des petites chambres de combustion indépendantes) qui étaient disposées autour du compresseur, étant ensuite dirigé vers l'arrière et la turbine avant d'être expulsé vers l'extérieur. Cette disposition permettait au compresseur et à l'ensemble de combustion d'être repliés l'un sur l'autre pour créer un moteur plus court, même si le gain de place dans le cas de l'ASX semblait plutôt limité. En fait cela amenait surtout des inconvénients, car le compresseur devenait ainsi très difficile à démonter et réparer, même si dans les moteurs modernes, ce sont surtout les parties chaudes qui nécessitent le plus d'entretien.

## Caractéristiques
L'ASX fut testé en vol en étant accroché à la soute à bombes d'un Avro Lancaster modifié immatriculé ND784, le premier vol ayant eu lieu le 28 septembre 1945. À pleine puissance, le moteur tournait à 8 000 tr/min et développait une poussée de 12 kN au niveau de la mer. En régime de croisière, il tournait à 7 500 tr/min et développait 9,1 kN de poussée. Sa masse était de 865 kg. Sa conversion à hélices ASP disposait d'un deuxième étage de turbine, qui entraînait une hélice via une boite d'engrenages réducteurs, produisant une puissance de 3 600 ch et une poussée résiduelle de 4,9 kN.
Passés ces quelques chiffres, très peu de détails ont été dévoilés sur ce moteur. Il semblerait qu'Armstrong Siddeley ait abandonné le concept juste après la Seconde Guerre mondiale, et se soit ensuite reporté sur la conception du Metrovick F.9, qui devint ensuite le Sapphire.

## Applications
- Avro Lancaster (uniquement pour essais)